# Sarcòfag de Portonaccio
El sarcòfag de Portonaccio és un sarcòfag romà del s. II descobert al 1931 al barri Portonaccio de Roma; ara s'exposa al Museu Nacional Romà en la secció del palau Massimo. Té una mida de 1,53 m d'alt i està datat d'entre el 180 i el 200; s'emprà per a l'enterrament d'un general romà involucrat en les guerres marcomanes de Marc Aureli i mostra influències semblants a les de la columna de Marc Aureli.

## Descripció

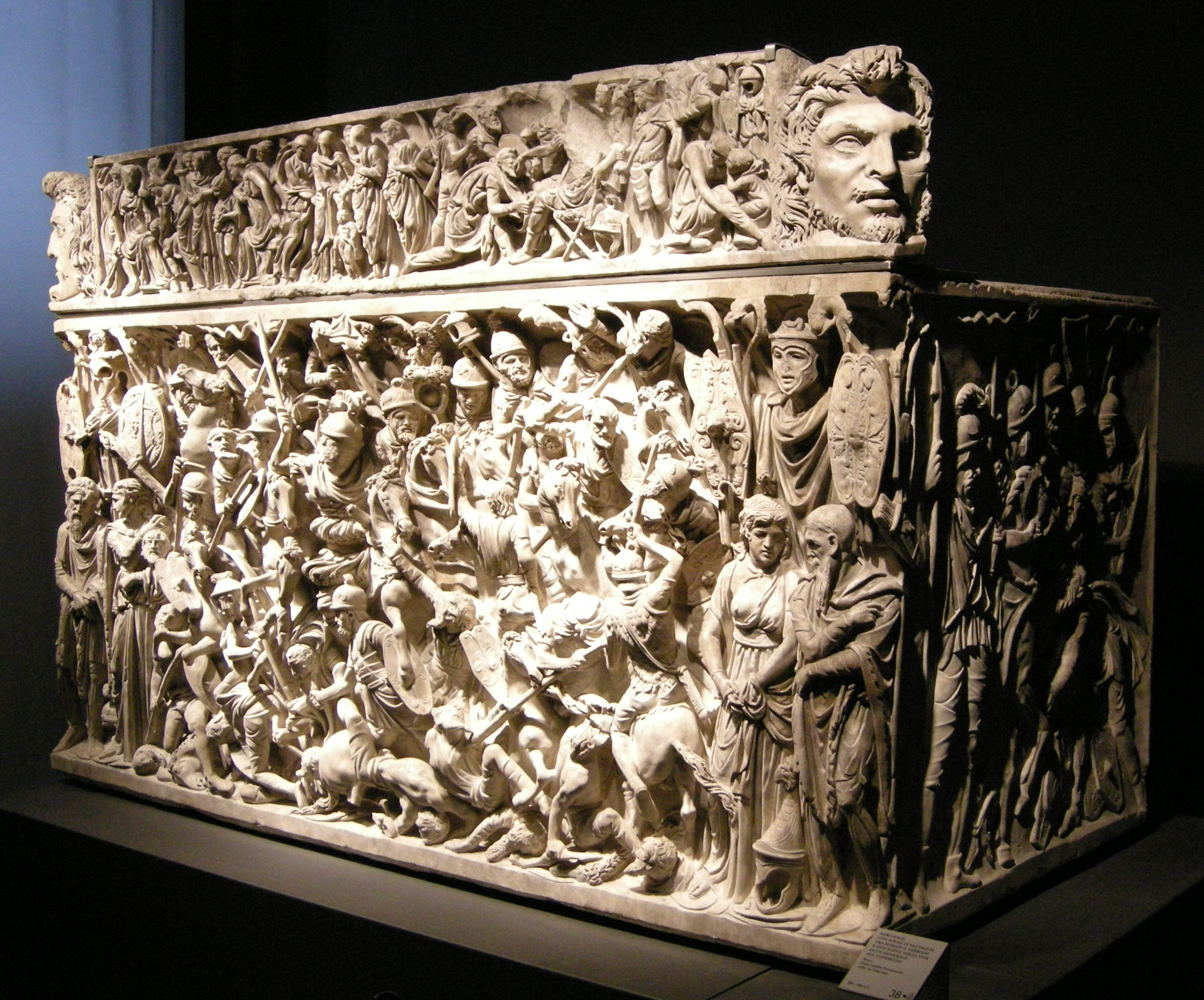
El sarcòfag de Portonaccio vist del costat dret i frontal

La caixa és molt alta, amb la part frontal coberta d'als relleus de combat entre romans i bàrbars. La complexa batalla s'articula en quatre nivells diferents: dos de superiors, amb cavallers romans a la càrrega, un amb soldats romans d'infanteria i el darrer, més baix, amb els bàrbars vençuts. Al centre, ressaltat per línies que convergeixen en la seua figura, és el general a cavall en posició d'assalt, i no té el rostre tallat.
A dreta i esquerra, l'escena està delimitada per trofeus d'armes, amb dos parells de caps captius bàrbars (home i dona). El bàrbar dret és sense dubte un sueu (marcomà, o tal vegada Buri), pel tipus de pentinat (nus sueu); el bàrbar de l'esquerra és un altre germànic o un sàrmata-iazig.
La coberta, amb dos grans arquitraus que representen màscares de bàrbars, està decorada amb un fris en baix relleu, amb la «història de la vida» d'un personatge —la presentació d'una mare lactant, la seua educació, el matrimoni i clementia reservada als bàrbars— que no té el cap acabat d'esculpir.
S'ha especulat que el difunt fos Aulus Julius Tit Vivi Levill, i potser no pogué posar per al retrat. En el cas que fos Pompili Berenicianus, potser l'escultor no en coneixia el rostre. Alguns estudiosos moderns creuen que la il·lustració biogràfica del protagonista s'ha resumit en escenes vàlides per a qualsevol persona.

## Temes
Des de l'època Flavia i després al llarg de s. II fins a la dinastia Antonina, un dels temes principals de l'art romà eren les victòries obtingudes pels seus generals sobre els bàrbars al llarg de les fronteres: en aquest període una sèrie de relleus històrics celebren les campanyes militars dels emperadors tant en monuments públics, arcs de triomf, columnes i temples, com en privat els sarcòfags. En aquest sarcòfag en comparança amb exemples anàlegs anteriors (com l'anomenat sarcòfag Amendola) es pot observar la superació de la manera hel·lenística, amb una composició més agitada i articulada. El sentit de moviment del conjunt és extraordinari, accentuat pel clarobscur que es presenta pels talls profunds, amb el trepant típic també de la Columna de Marc Aureli. El sarcòfag de Portonaccio és el més conegut i elaborat del grup principal de la dinastia Antonina, i mostra semblances considerables amb el sarcòfag Ludovisi, atípic tardà del 250, i un contrast important en l'estil.

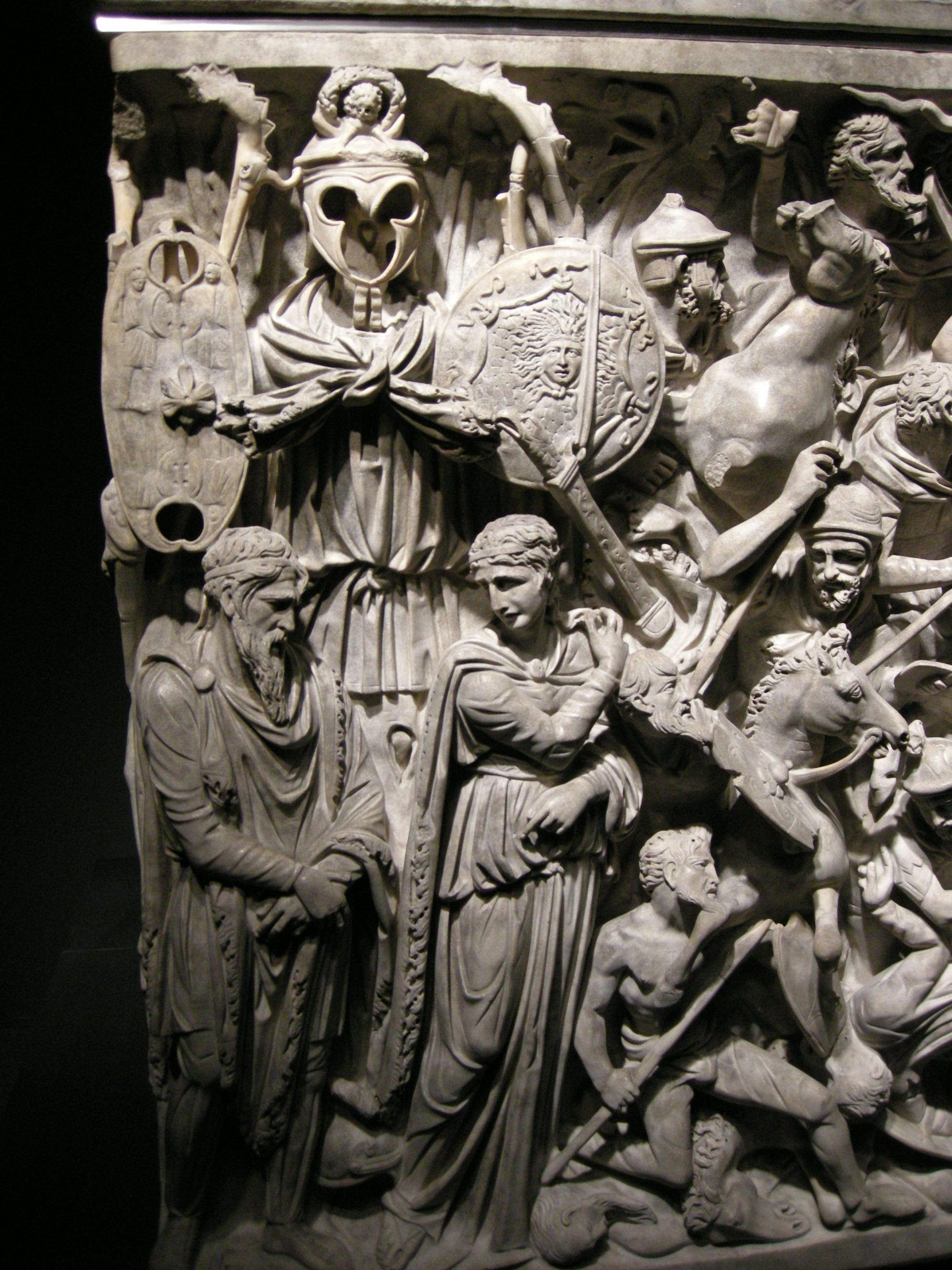
Detall del front, a l'esquerra
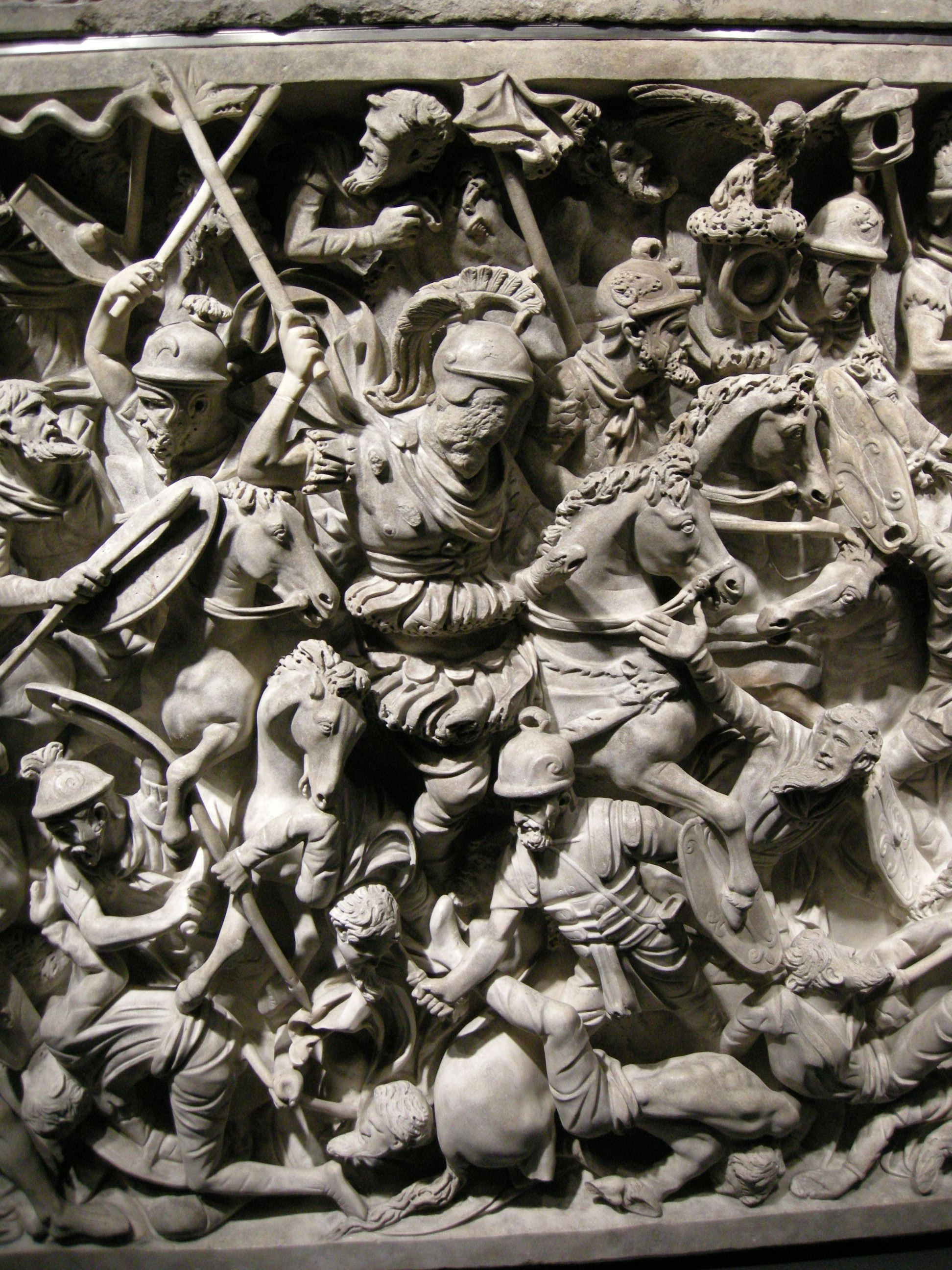
Detall del front, al centre, amb el general
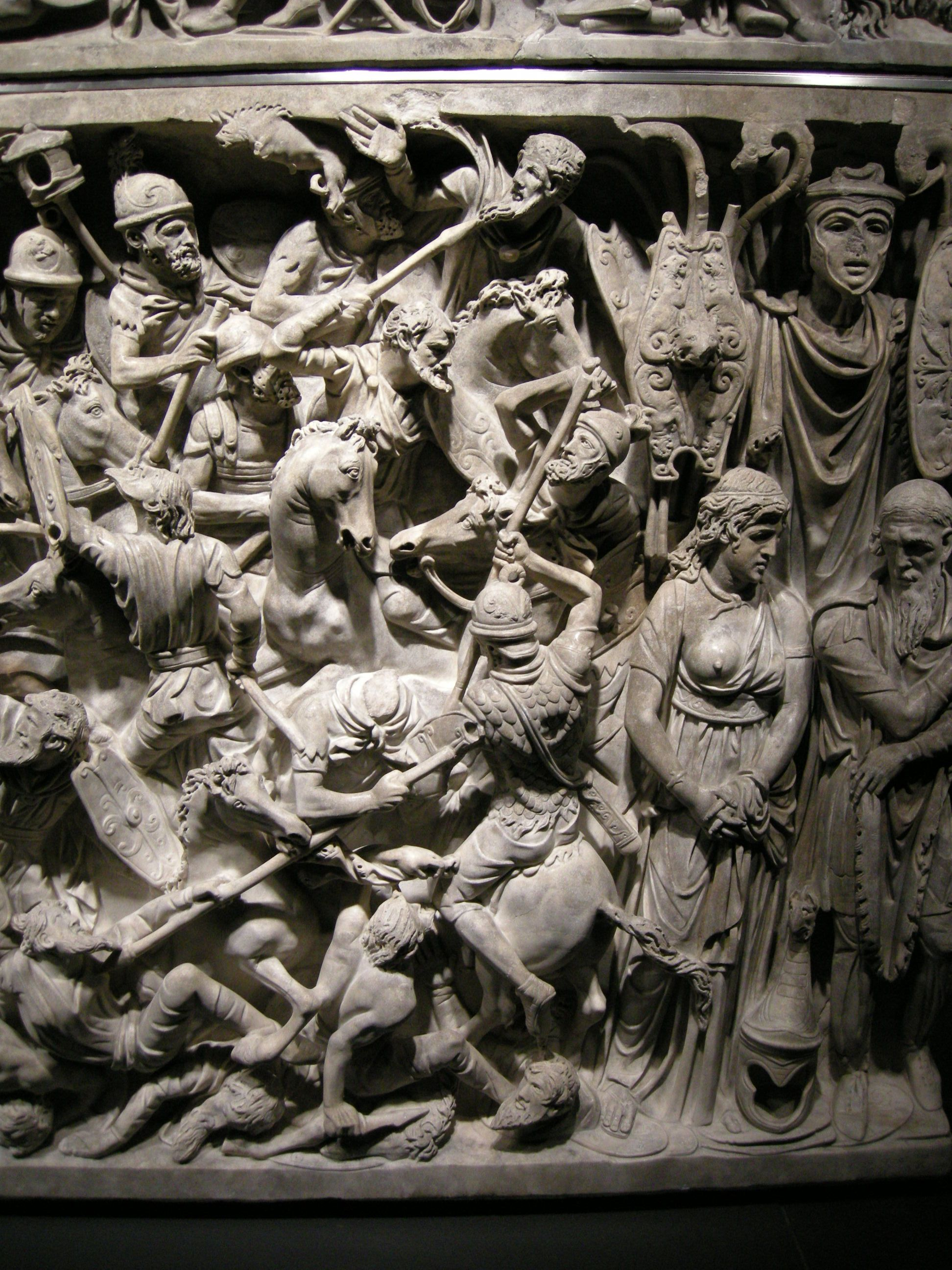
Detall del front, a la dreta
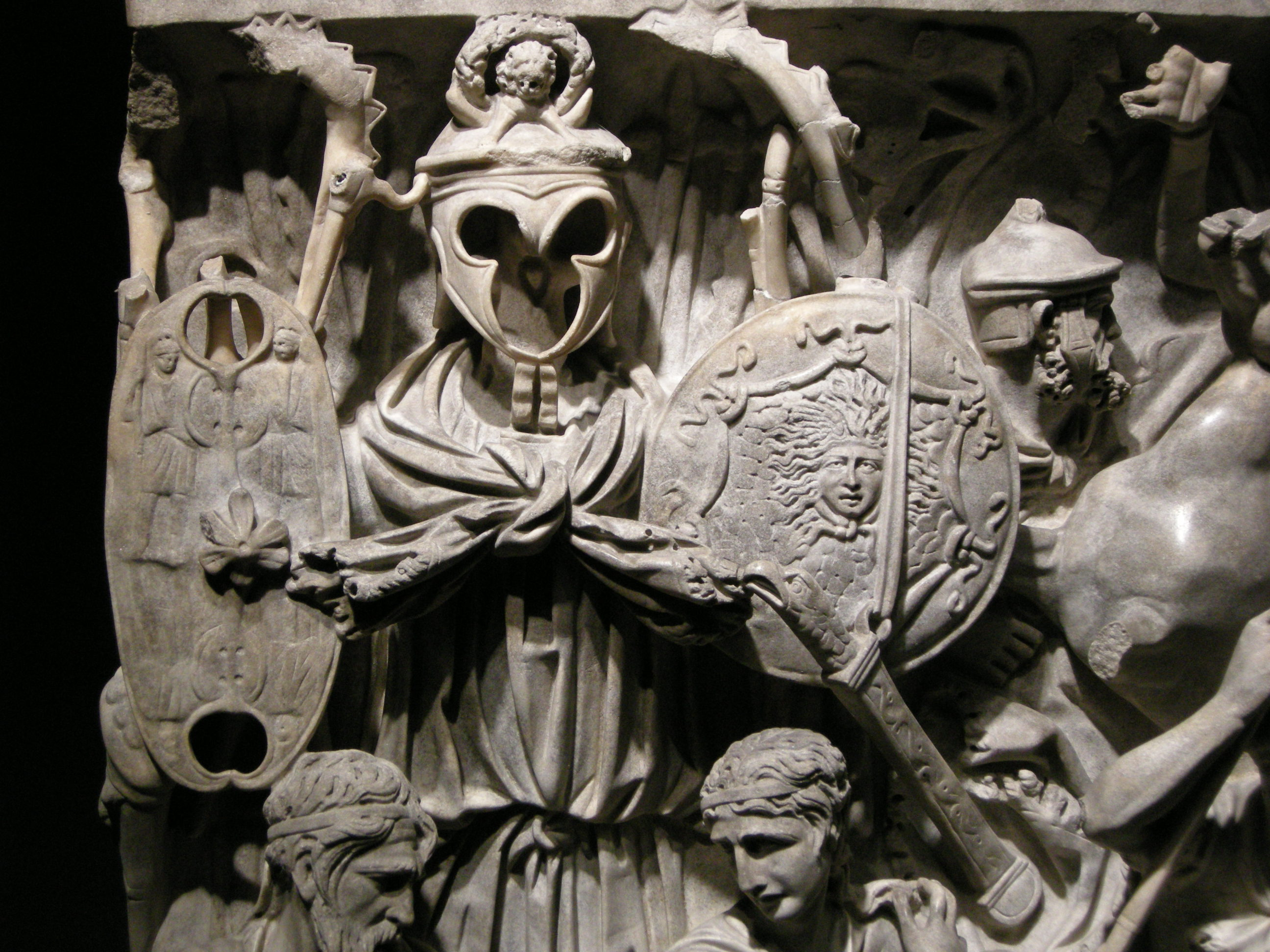
Trofeus al costat del front